# Mi no lob
Mi no lob is een lied van de Nederlandse rapformatie Broederliefde. Het werd in 2016 als single uitgebracht en stond in hetzelfde jaar als tiende track op het album Hard work pays off 2.

## Achtergrond
Mi no lob is geschreven door Emerson Akachar, Melvin Silberie, Javiensley Dams, Jerzy Miquel Rocha Livramento en Wagner Ferreira Bendinha en geproduceerd door Angosoundz. Het is een nummer uit het genre nederhop. In het lied rappen de artiesten over dat zij vinden dat er niet geschreeuwd moet worden, ofwel over dat ze vinden dat er niet gezeken moet worden door de vrouwen om hun heen. De regel Sranantongose regel "Mi no lob' den bari" kan vertaald worden als "ik houd niet van dat geschreeuw". De single heeft in Nederland de dubbel platinastatus.
Pas iets minder dan twee maanden nadat het lied was uitgebracht, werd er door de groep een videoclip gemaakt voor het lied. In de clip zijn de artiesten en vele figuranten te zien in een villa, inclusief een jacuzzi.

## Hitnoteringen
De rapformatie had succes met het lied in de hitlijsten van Nederland. Het piekte op de dertiende plaats van de Nederlandse Single Top 100 en stond 44 weken in deze hitlijst. De Nederlandse Top 40 werd niet bereikt; het kwam hier tot de eerste plaats van de Tipparade.